# Лучший новичок сезона КХЛ
Приз «Лучшему новичку сезона» имени Алексея Черепанова — хоккейный приз, который вручается лучшему молодому игроку Континентальной хоккейной лиги по итогам каждого сезона. Главными критериями для получения приза являются возраст (до 21 года включительно) и количество матчей, проведенных в предыдущих сезонах КХЛ (суммарно не более 20).
Приз был учреждён в 1987 году. Учредителями приза в разные годы были журнал «Спортивные игры» (1986-1991), еженедельник «Хоккей» (1993-2000), компания «Центроспорт» (2000-2008). В настоящее время приз вручает Континентальная хоккейная лига на официальной церемонии закрытия каждого сезона. Трофей назван в честь хоккеиста Алексея Черепанова, скончавшегося во время матча в 2008 году в возрасте 19 лет.

## Все обладатели приза
За время вручения приза «Лучшему новичку» его обладателями становились 36 игроков – девять вратарей, шесть защитников и 21 нападающий.
В эпоху КХЛ этот приз выигрывали 14 игроков – три вратаря, один защитник и 10 форвардов.
| Сезон     | Игрок                                       | Клуб                                   |
| --------- | ------------------------------------------- | -------------------------------------- |
| 2024/2025 | Иван Демидов (нап.)                         | «СКА»                                  |
| 2023/2024 | Илья Набоков (вр.)                          | «Металлург» Магнитогорск               |
| 2022/2023 | Никита Гребёнкин (нап.)                     | «Амур» Хабаровск                       |
| 2021/2022 | Арсений Грицюк (нап.)                       | «Авангард» Омск                        |
| 2020/2021 | Егор Чинахов (нап.)                         | «Авангард» Омск                        |
| 2019/2020 | Артём Галимов (нап.)                        | «Ак Барс» Казань                       |
| 2018/2019 | Илья Коновалов (вр.)                        | «Локомотив» Ярославль                  |
| 2017/2018 | Виталий Кравцов (нап.)                      | «Трактор» Челябинск                    |
| 2016/2017 | Владимир Ткачёв (нап.)                      | «Адмирал» Владивосток                  |
| 2015/2016 | Артём Аляев (защ.)                          | «Торпедо» Нижний Новгород              |
| 2014/2015 | Максим Мамин (нап.)                         | ЦСКА Москва                            |
| 2013/2014 | Андрей Василевский (вр.)                    | «Салават Юлаев» Уфа                    |
| 2012/2013 | Валерий Ничушкин (нап.)                     | «Трактор» Челябинск                    |
| 2011/2012 | Дмитрий Лугин (нап.)                        | «Амур» Хабаровск                       |
| 2010/2011 | Павел Здунов (нап.)                         | «Металлург» Магнитогорск               |
| 2009/2010 | Анатолий Никонцев (нап.)                    | «Автомобилист» Екатеринбург            |
| 2008/2009 | Илья Проскуряков (вр.)                      | «Металлург» Магнитогорск               |
| 2007/2008 | Олег Пиганович (защ.)                       | «Трактор» Челябинск                    |
| 2006/2007 | Алексей Черепанов (нап.)                    | «Авангард» Омск                        |
| 2005/2006 | Николай Кулёмин (нап.)                      | «Металлург» Магнитогорск               |
| 2004/2005 | Яков Рылов (защ.)                           | «Динамо» Москва                        |
| 2003/2004 | Евгений Малкин (нап.)                       | «Металлург» Магнитогорск               |
| 2002/2003 | Александр Сёмин (нап.)                      | «Лада» Тольятти                        |
| 2001/2002 | Александр Фролов (нап.)                     | «Крылья Советов» Москва                |
| 2000/2001 | Кирилл Кольцов (защ.) Илья Ковальчук (нап.) | «Авангард» Омск «Спартак» Москва       |
| 1999/2000 | Илья Брызгалов (вр.)                        | «Лада» Тольятти                        |
| 1998/1999 | Виталий Вишневский (защ.)                   | «Торпедо» Ярославль                    |
| 1997/1998 | Артём Чубаров (нап.)                        | «Динамо» Москва                        |
| 1996/1997 | Егор Подомацкий (вр.)                       | «Торпедо» Ярославль                    |
| 1995/1996 | Сергей Самсонов (нап.)                      | ЦСКА Москва                            |
| 1994/1995 | Сергей Гусев (защ.) Алексей Морозов (нап.)  | ЦСК ВВС Самара «Крылья Советов» Москва |
| 1993/1994 | Евгений Рябчиков (вр.)                      | «Молот» Пермь                          |
| 1992/1993 | Не разыгрывался                             | Не разыгрывался                        |
| 1991/1992 | Не разыгрывался                             | Не разыгрывался                        |
| 1990/1991 | Андрей Трефилов (вр.)                       | «Динамо» Москва                        |
| 1989/1990 | Вячеслав Козлов (нап.)                      | «Химик» Воскресенск                    |
| 1988/1989 | Павел Буре (нап.)                           | ЦСКА Москва                            |
| 1987/1988 | Артур Ирбе (вр.)                            | «Динамо» Рига                          |
| 1986/1987 | Михаил Шталенков (вр.)                      | «Динамо» Москва                        |

Примечание: вр. – вратарь, защ. – защитник, нап. – нападающий.